# Цакањино (Потенца)
Цакањино (итал. Zaccagnino) је насеље у Италији у округу Потенца, региону Базиликата.
Према процени из 2011. у насељу је живело 18 становника. Насеље се налази на надморској висини од 755 м.